# Омер-паша Вріоні
Омер-паша Вріоні (1839 — 1928) — албанський політик, Прем'єр-міністр Албанії у грудні 1921 — січні 1922 року.